# Rio Cârcinov

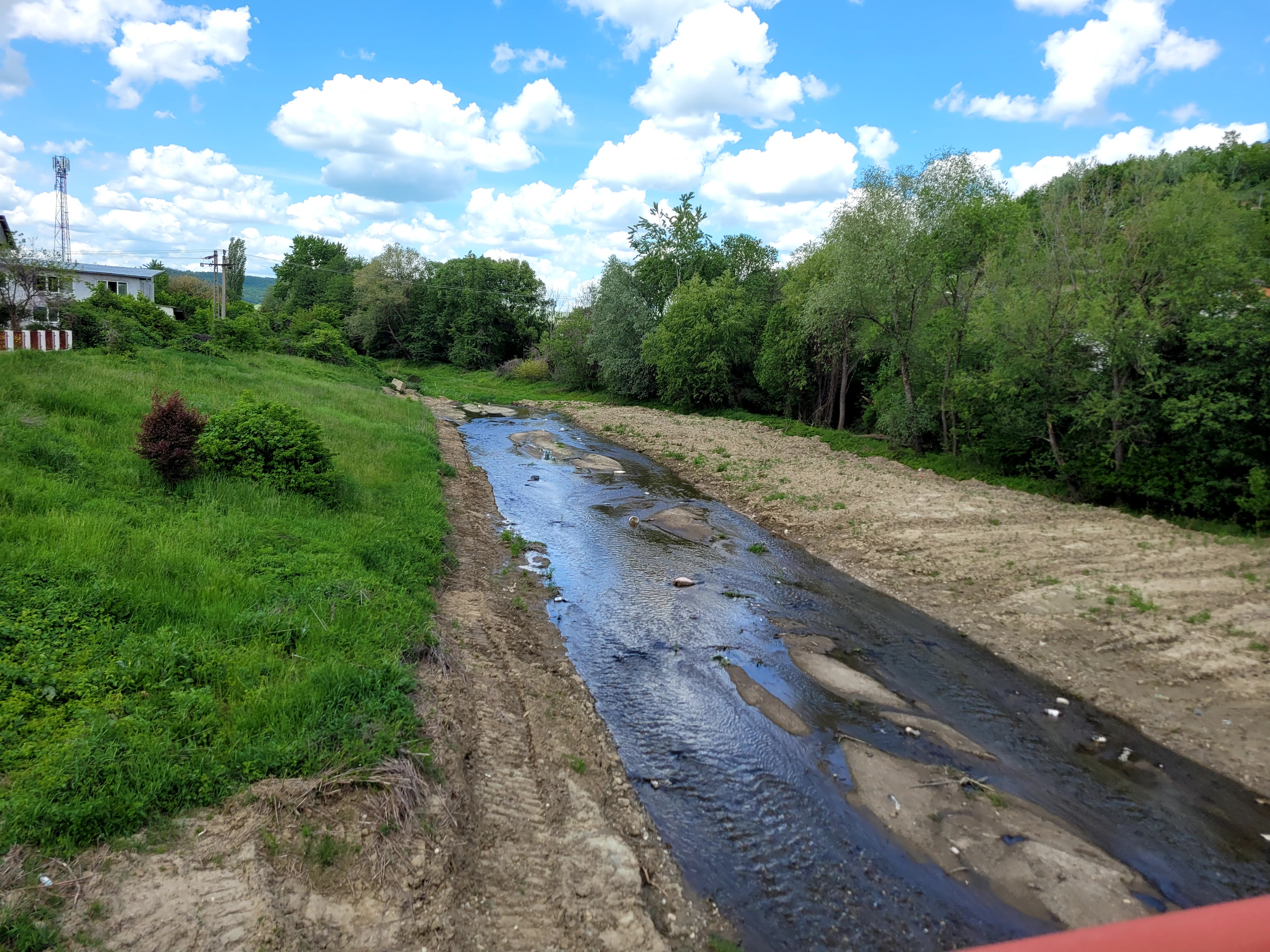
Rio Cârcinov

O Rio Cârcinov é um rio da Romênia, afluente do Argeş, localizado no distrito de Argeş.